# 瑞麒
瑞麒（Riich）是中国汽车制造商奇瑞於2009年建立的子品牌，定位於中國大陸的中高端乘用車市場。主要生產掀背車、都市車、緊湊型轎車和中型車。由於銷量低迷，因此瑞麒最終於2013年被奇瑞停用。

## 历史

### 背景

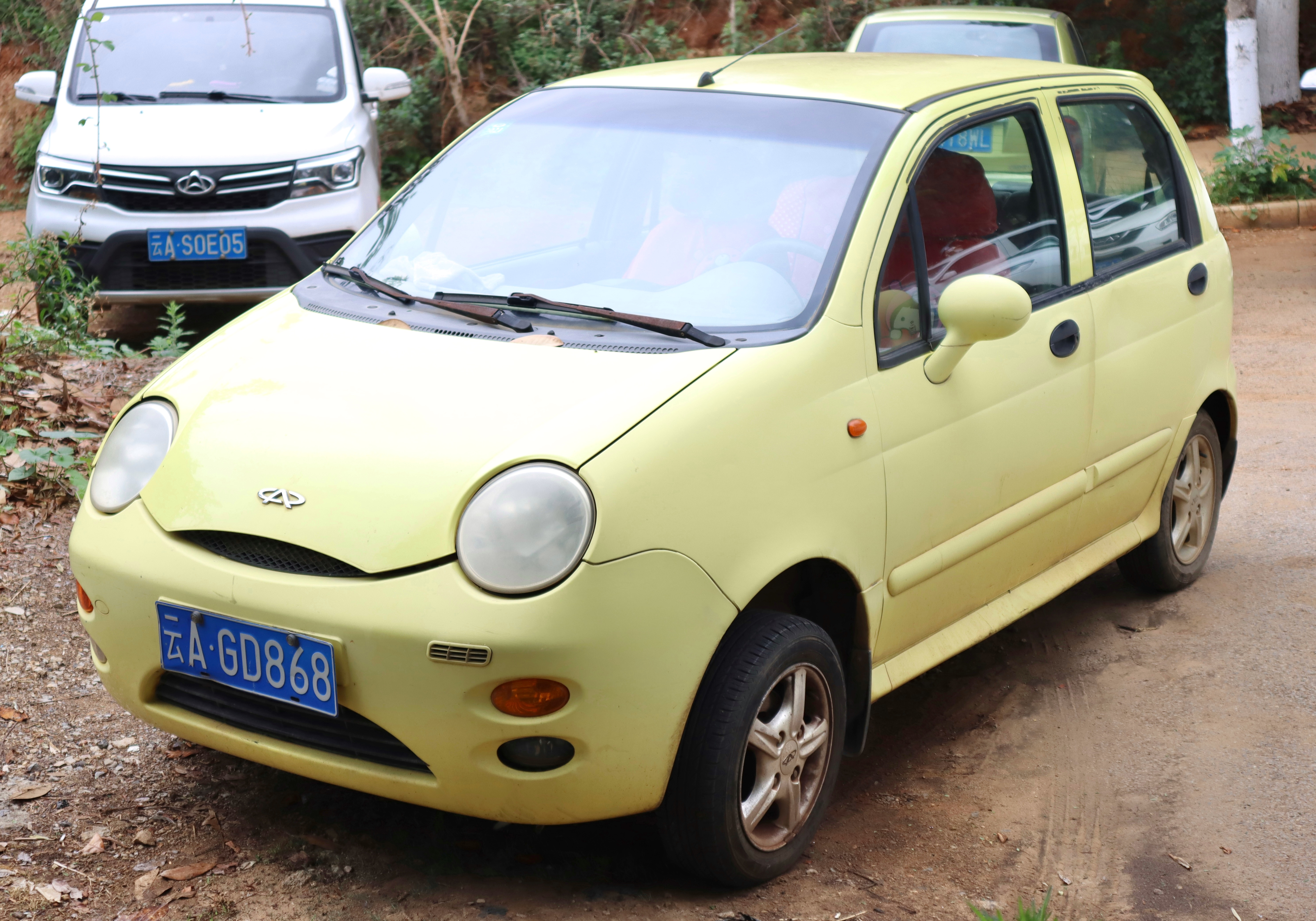
奇瑞QQ

自奇瑞創立以來，奇瑞銷量較高的車型（例如QQ、旗雲等）絕大多數都是走低端市場的廉價車，令東方之子等10萬元人民幣以上的車型銷量低迷，造成消費者對奇瑞的印象多為「低端」、「廉價」。為了擺脫市場對奇瑞的「低端」形象以及進入中高端汽車市場，奇瑞汽車董事長尹同躍提出多品牌策略，決定開創多個不同市場定位的子品牌，以提升品牌形象及市場份額，實行「多生孩子好打架」的戰略。因此於2009年3月19日，奇瑞在安徽省芜湖第三总装厂發佈旗下三個新品牌「開瑞」、「威麟」、和「瑞麒」。其中「瑞麒」為三者之中定位最高級，走豪華汽車路線，是奇瑞在豪華汽車上的首次嘗試，該品牌的首款車型G6亦於同日下線。

### 銷量低迷
雖然瑞麒作為高端品牌，但其產品由售價20萬元人民幣以上的G6到僅4萬元的M1也掛著同一「瑞麒」的車標，令G5、G6等較貴車型的定位受拖累而無人問津，銷量因而受影響。加上瑞麒在汽車市場的知名度低，被認為處於「销声匿迹」的边缘中。廣州市唯一一家的瑞麒经销商亦因為銷量低迷，即使車型減價幅度高達兩萬元仍然無助銷量，令該经销商每個月虧損至少30萬元人民幣以上，使全國各地的瑞麒经销商不斷退網，單是廣東省就只剩下珠海还有瑞麒经销商。

### 品牌停用
由於銷量不濟，為了減低營運成本，奇瑞有意將旗下車型回歸同一個奇瑞品牌，停用威麟和瑞麒品牌。

## 車型
瑞麒的第一款車型是G6，於2010年上市，是奇瑞首款自主研发的中高端轿车，搭载3.0升V6发动机或2.0升涡轮增压发动机。
- 瑞麒G3
- 瑞麒G5
- 瑞麒G6
- 瑞麒M1
- 瑞麒M5
- 瑞麒X1

- 瑞麒M1
- 瑞麒G3
- 瑞麒G5
- 瑞麒G6
- 瑞麒X1

### 概念車
- 瑞麒Z5
- 瑞麒M3
- 瑞麒G2
- 瑞麒A6CC

## 質量問題

### 燃油泵漏油問題
2014年，華晨汽車、奇瑞與長城汽車發表公布稱，由於零件公司設計問題，令燃油泵管道會出現開裂，導致燃油外洩的安全問題，涉及車型包括奇瑞A3、东方之子、V5和QQ6，其中有數十名瑞麒G5車主反映G5與該批奇瑞受影響車型用的是同一類燃油泵，而且已經發生過漏油問題，揭發奇瑞公佈召回的車型中漏掉了瑞麒G5。

### 发动机支架螺丝断裂問題
2013年8月，有大批瑞麒X1車主投訴X1在行駛時，发动机支架會因螺絲斷裂，令发动机下沉并脱落，對車輛造成损伤，造成安全問題。使奇瑞的汽車服務和質量受質疑，因此奇瑞按国家质检总局要求，共召回31796輛於2009年9月至2013年3月20日期间生产的X1車型。